# Рио Тинто
Рио Тинто (на испански: Río Tinto – „Червена река“) е река в югозападната част на Испания, която извира от планината Сиера Морена в Андалусия. Реката тече в посока юг-югозапад, достигайки до залива на Кадис в Уелва.
Тази река е придобила научен интерес поради наличието на екстремофилни аеробни бактерии, способни да живеят във водите ѝ. Тези форми на живот са се приспособили към високото киселинно съдържание на водата и оцеляват в среда, смятана за неблагоприятна от гледна точка на днешната биология. По повърхността на скалите, които са разположени в речното корито, се съдържа известно количество желязо, както и серни минерали, върху които растат бактериите. Именно поради това се наблюдава и червеният цвят на водата.
Крайно неблагоприятните условия, в които се намират бактериите в реката, могат да бъдат аналогични на други места в Слънчевата система, където се смята, че може да има вода в течно състояние, като например на Марс.
Учени от НАСА са направили химично сравнение на водата в Рио Тинто и скалите на платото Меридиана, разположени на Марс, като са открили почти едни и същи концентрации на желязо. По същия начин се предполага, че спътникът на Юпитер Европа съдържа океан от кисела вода под ледената си повърхност, наподобяващ много химичния състав на Рио Тинто. Именно заради това тази река е от интерес за астробиолозите.
Въз основа на изследване, направено в близост до Рио Тинто, учени от НАСА са спекулирали през февруари 2005 г. за намерени убедителни доказателства в подкрепа на живота на Марс.